# Boks birmański
Trwa dyskusja nad usunięciem tego artykułu, kliknij i weź w niej udział.

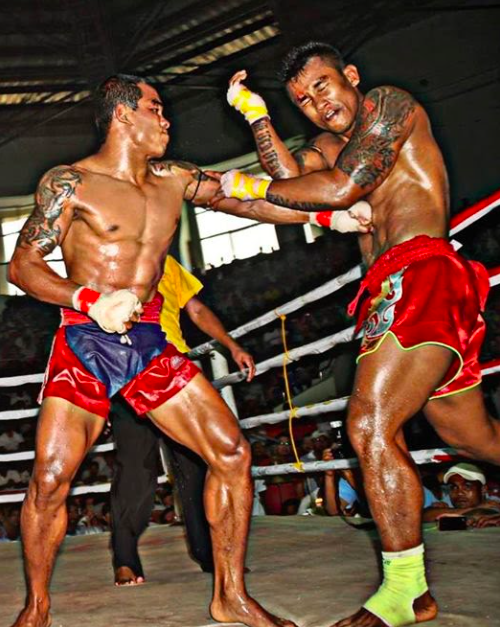
Boks birmański

Boks birmański, znany także jako lethwei lub lethwae – rodzaj kick-boxingu pochodzący z Birmy (obecnie Mjanma). Boks birmański jest pod wieloma względami podobny do pokrewnych dyscyplin z krajów sąsiedniego rejonu Azji Południowo-Wschodniej, jak do tomoi z Malezji, do pradal serey z Kambodży, a przede wszystkim do boksu tajskiego. Od boksu tajskiego różni lethwei dopuszczalność uderzeń głową. Boks birmański uważa się za bardziej ekstremalny. Istnieją zapisy dotyczące walk w lethwei z czasów cesarstwa Pyu w Birmie. Armie dawnej Birmy z powodzeniem używały lethwei, bando i jej zbrojnej wersji banshay w wielu zwycięstwach nad sąsiednimi krajami.

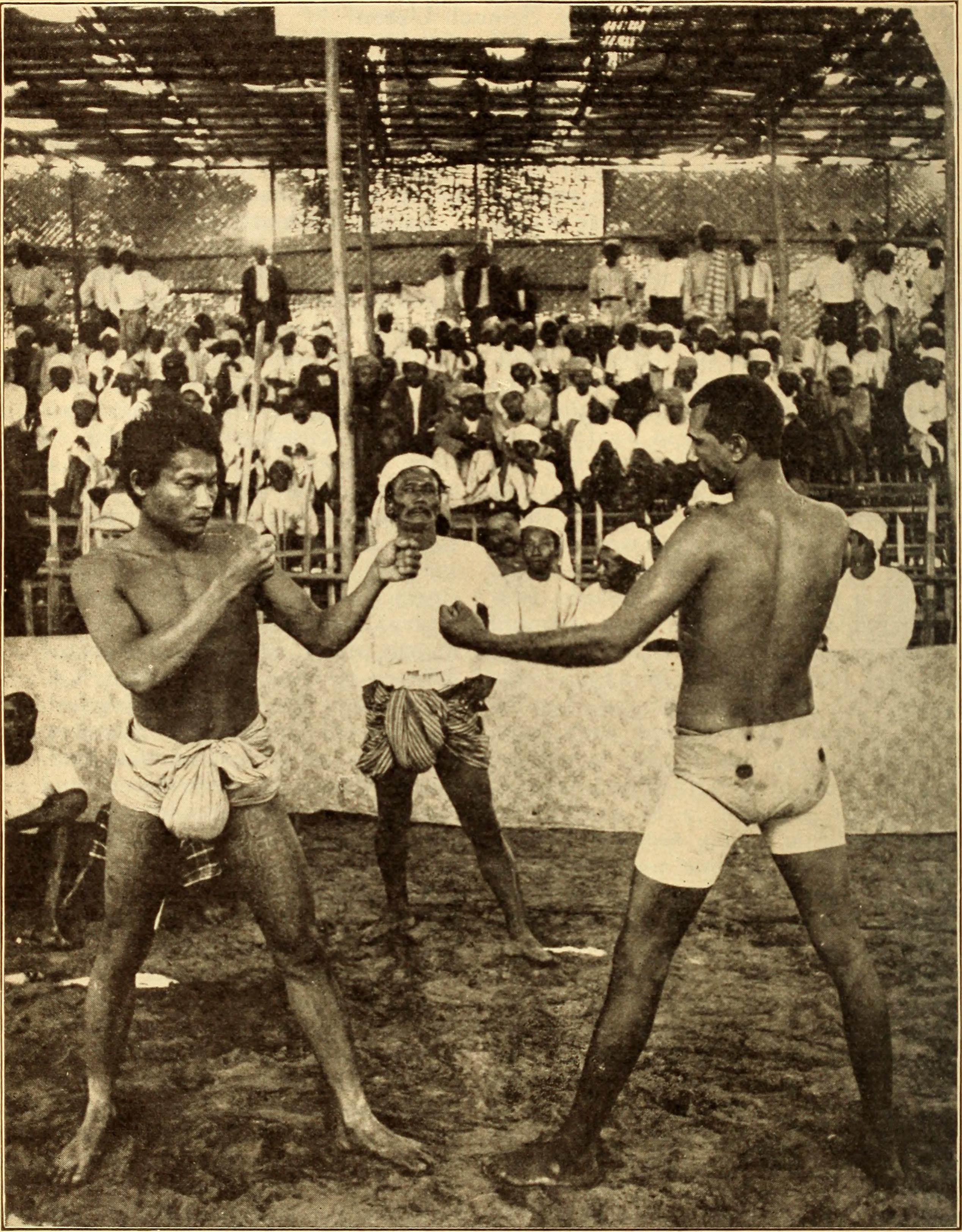

Zawodnicy walczą bez rękawic ani innych ochraniaczy, jedynie owinąwszy swoje ręce w kawałki materiału z konopi lub gazy. Reguły są zbliżone do boksu tajskiego, lecz zezwalają i zachęcają zarówno do wszystkich rodzajów obaleń, jak i uderzeń głową. Walki tradycyjnie odbywały się na zewnątrz pomieszczeń, na klepisku, lecz obecnie toczą się głównie na ringu. Popularne techniki boksu birmańskiego obejmują kopnięcia, kopnięcia kolanem, ciosy łokciami, głową, rękami, a także obalenia. Dawniej, niekiedy również gryzienie i dłubanie było dozwolone.

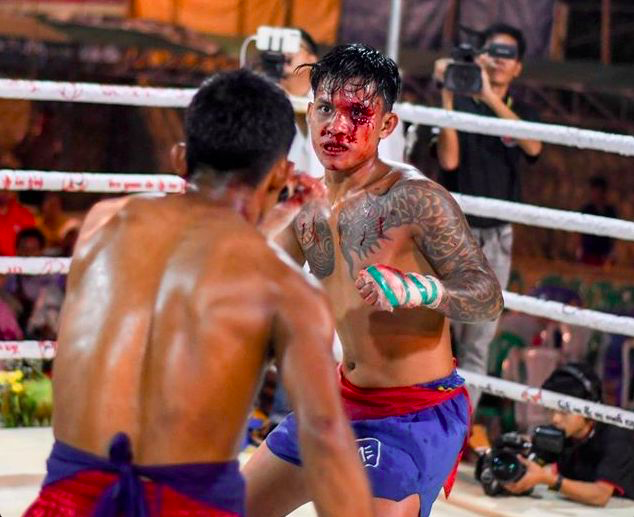

Walki tradycyjnie i ostatecznie mogły toczyć się aż zawodnik nie mógł walczyć dalej. We wcześniejszych czasach nie było remisów, jedynie zwycięstwo albo porażka przez nokaut. Nie funkcjonował system punktowy. Skrajne rozlewy krwi zdarzały się często, i dochodziło do wypadków śmiertelnych. Obecnie, po nokaucie, przywraca się boksera do przytomności i ma on możliwość kontynuowania; takie przepisy sprawiają, że przywiązuje się dużą wagę do obrony, kondycji i nauki przyjmowania ciosów. Bokserzy birmańscy spędzają dużo czasu, przygotowując ciała swe do przyjmowania ciosów i wzmacniając swoją naturalną broń. Obecne walki prowadzi się zarówno w sposób tradycyjny, jak i w bardziej nowoczesny, zapoczątkowany w 1996 jako „tradycyjny boks Myanma”. Współczesny styl uległ zmianom, aby uczynić go dyscypliną sportową nadzorowaną przez władze sportowe. Zmierza się do uczynienia boksu birmańskiego bardziej komercyjną dyscypliną, na wzór boksu tajskiego. Część bokserów lethwei startowało w kick-boxingu i boksie tajskim poza Birmą, lecz ich skrajny styl i technika zostały potępione w międzynarodowych turniejach, co czyniło ich nieprzystosowanymi do zawodów w profesjonalnych sportach walki, zatem niezdolnymi do zdobycia jakiegokolwiek ważniejszego tytułu. Jednakże część bokserów birmańskich występuje zawodowo w Tajlandii ze zmiennym szczęściem.

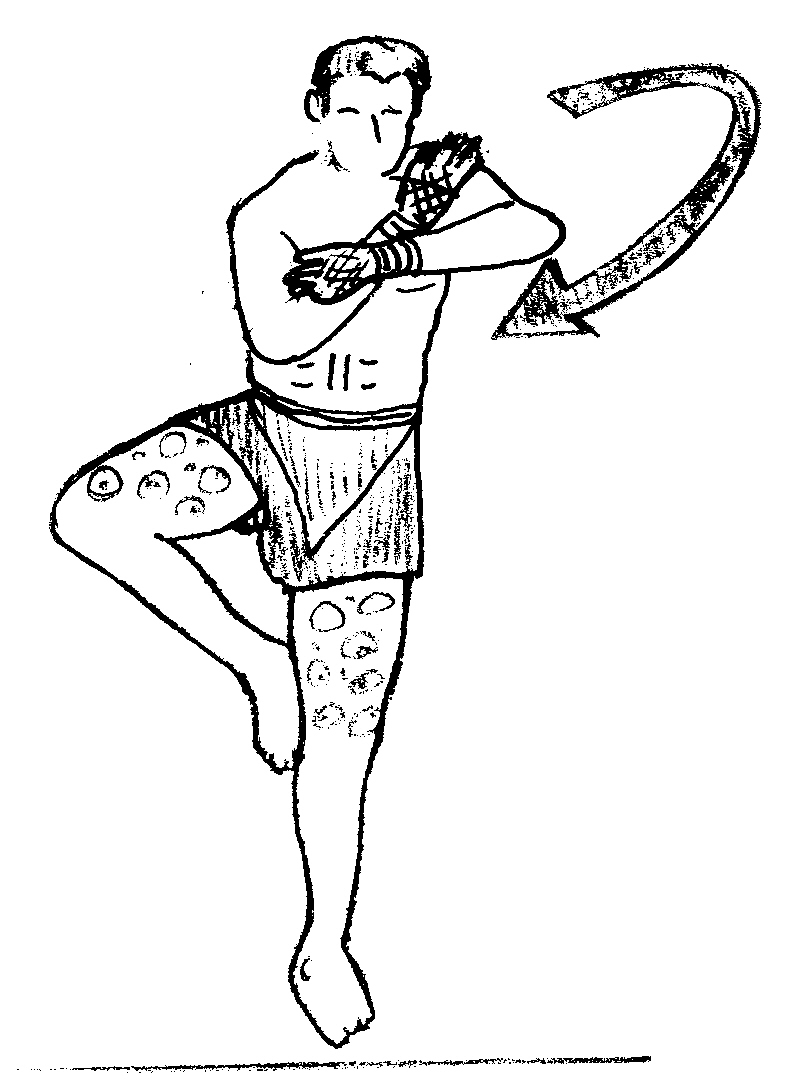
Trzykrotne klepnięcie dłonią w prawy łokieć

Na uwagę zasługuje, że współczesny styl „tradycyjnego boksu Myanma” w dużym stopniu przypomina boks tajski w sportowym zarysie, a w mniejszym stopniu brutalne walki swoich wiejskich korzeni.
W wielu tradycyjnych i wiejskich walkach, widzowie są zapraszani na ring, aby walczyć z zawodowym bokserem. Zdarza się, że zawodnik z publiczności skutecznie nokautuje boksera na ringu.
Pewne grupy etniczne w Birmie mają swoje własne odmiany miejscowych sztuk walki, dających im niekiedy wyraźnie inne style lethwei.
Wariant plemienia Kaczinów określa się jako miękki. Jest w nim mało straconych ruchów lub wysiłku. Mecze lethwei zwykle zaczynają się w dużym dystansie z kopnięciami w nogi i ciosami w twarz, aby puścić krew. W miarę rozwoju walki, zawodnicy przechodzą do klinczu i głównymi technikami są chwyty zapaśnicze w stójce połączone z obaleniami i podcięciami. Najczęściej kończącymi technikami są ciosy głową, łokciami i kolanami. Zawodnicy kaczińscy ogólnie preferują walkę z klinczu i mają skłonność do niewchodzenia w niekorzystną sytuację po chybieniu ciosem z długiego dystansu, zamiast tego przechodząc niskimi kopnięciami i ciosami do zwarcia.
Traktując ten sport w kontekście przygotowania do walki wręcz, można dostrzec, że nie tylko on uczy wyczucia czasu, dystansu i techniki, lecz także znoszenia bólu (i zadania go). Celem jest nie tylko wygrana, lecz również twarda walka i umiejętność przetrwania.
Boks birmański lethwei jest w Polsce niemal nieznany. Ukazał się jedynie krótki opis w książce Stanisława Tokarskiego Sztuki walki. Ruchowe formy ekspresji filozofii Wschodu (Wydawnictwo GLOB, Szczecin 1989, s. 188–189).